# Frouville
Frouville egy község Franciaországban. Lakosainak száma 347 fő (2022. január 1.).

## Földrajza
Frouville Belle-Église, Arronville, Hédouville, Labbeville, Menouville, Nesles-la-Vallée és Bornel községekkel határos.